# Anoxia australis
Anoxia australis (Schönherr, 1817) è un coleottero appartenente alla famiglia Scarabaeidae.

## Descrizione

### Adulto
Gli adulti hanno l'aspetto di grossi coleotteri, le loro dimensioni si aggirano tra i 20 e i 27 mm. Presentano un evidente striatura verticale sulla parte interna di ogni elitra. Il resto delle elitre è puntellato di bianco.

### Larva
Le larve hanno l'aspetto classico di vermi bianchi dalla forma a "C".

## Biologia
A. australis compare a giugno e rimane attiva fino ad agosto. Predilige gli ambienti sabbiosi ed è di abitudini crepuscolari.

## Distribuzione e habitat
Si può trovare in Spagna e Francia meridionale, arrivando fino al nord-ovest dell'Italia.